# Christine Brunnsteiner
Christine Brunnsteiner (* 1954 in Eisenerz) ist eine österreichische Radio- und Fernsehmoderatorin sowie Autorin.

## Leben
Christine Brunnsteiner wurde als Christine Susanne Edlinger in Eisenerz geboren.
Von 1979 bis 2010 war sie für das ORF-Landesstudio Steiermark tätig und war langjährige Moderatorin von Steiermark heute. Darüber hinaus fungiert sie als Sprecherin für die Ansagen in den öffentlichen Verkehrsmitteln der Graz Linien. 
Nach einer Brustkrebserkrankung im Jahre 2000 und dem Outing folgte 2001 nach überstandener Chemotherapie und Operation die Veröffentlichung der Tagebücher in Buchform.
Für 2012 wurde Christine Susanne Brunnsteiner von Rudolf Hundstorfer in der Funktion des Sozialministers als „Botschafterin für das EU-Jahr 2012 Aktiv Altern“ bestellt.

## Werke
- Brust heraus. Styria, Graz 2001, ISBN 978-3-22-212853-0.
- Gesund mit Genuss : wie frau sich wohlfühlt. Styria, Graz 2002, ISBN 3-222-12939-8.
- Himmlische Zeit : ein Weihnachtsbuch. Styria, Graz 2004, ISBN 3-222-13153-8.
- Schön alt! : Lebensglück in den späteren Jahren. Styria, Graz 2006, ISBN 3-222-13193-7.
- Nimm an mit, loss'n do : Heiteres aus der Steiermark ; [mit CD]. Styria, Graz 2007, ISBN 978-3-222-13229-2.
- Alte Weiber : Briefe über Leiden, Lust und Leichtigkeit. Styria, Graz 2008, ISBN 978-3-222-13250-6.
- Bin schon in der Leitung : Heiteres und Kurioses aus dem Alltag einer ORF-Moderatorin. Styria, Graz 2010, ISBN 978-3-222-13287-2.

## Auszeichnungen
- 2008: Josef-Krainer-Preis, Graz
- 2009: Großes Ehrenzeichen des Landes Steiermark für soziales Engagement[2]